# Cifra significativa
La determinazione delle cifre significative pone, in maniera implicita, un'espressione numerica all'interno di un intervallo; per esempio per indicare l'errore nella misurazione, l'intervallo di confidenza di una stima o l'errore propagato nel risultato di una successione di calcoli. La loro definizione segue il principio di non indicare più cifre di quelle giustificate dalla sensibilità della misurazione o di qualsiasi altro processo abbia portato al numero indicato.
Il calcolo della significatività delle cifre di una misura è molto importante, specie quando sono in gioco quantità in correlazione; un caso esemplare è quello delle coppie di Heisenberg (posizione e quantità di moto, per esempio).

## Procedura

### Identificazione delle cifre significative
- La cifra più significativa è sempre la prima da sinistra che sia diversa da zero;
- La cifra meno significativa
  - in un valore intero, è la prima da destra che sia diversa da zero,
  - in un valore con una parte frazionaria, è l'ultima cifra a destra, anche se si tratta di uno zero;
- Le cifre significative sono tutte quelle comprese tra la più significativa e la meno significativa

Per esempio, 0,00057 ha due cifre significative.

### Regole per identificare le cifre significative in un numero
Si noti che l'identificazione delle cifre significative in un numero richiede la conoscenza di quali cifre sono affidabili, poiché solo le cifre affidabili possono essere significative; ad esempio, 3 e 4 in 0,00234 g non sono significativi se la sensibilità dello strumento è 0,001 g.
- Le cifre diverse da zero all'interno della misurazione data o della risoluzione del rapporto sono significative .
  - 91 ha due cifre significative (9 e 1) se sono cifre consentite per la misurazione.
  - 123,45 ha cinque cifre significative (1, 2, 3, 4 e 5) se rientrano nella sensibilità dello strumento di misura utilizzato. Se la sensibilità dello strumento è 0,1, l'ultima cifra 5 non è significativa.
- Gli zeri tra due cifre significative diverse da zero sono significativi (zeri intrappolati significativi) .
  - 101,12003 è composto da otto cifre significative se la sensibilità dello strumento di misura è a 0,00001.
  - 125,340006 ha sette cifre significative se la sensibilità dello strumento di misura è 0,0001: 1, 2, 5, 3, 4, 0 e 0.
- Gli zeri a sinistra della prima cifra diversa da zero (zeri iniziali) non sono significativi .
  - Se una misurazione della lunghezza fornisce 0,052 km, allora 0,052 km = 52 m quindi 5 e 2 sono solo significativi; gli zeri iniziali compaiono o scompaiono, a seconda dell'unità di misura utilizzata, quindi non sono necessari per indicare la scala di misura.
  - 0,00034 ha 4 zeri significativi se la sensibilità dello strumento di misura è 0,001. (3 e 4 sono oltre la sensibilità dello strumento di misura, quindi non sono significativi).
- Gli zeri a destra dell'ultima cifra diversa da zero (zeri finali) in un numero con il punto decimale sono significativi se rientrano nella sensibilità dello strumento di misura.
  - 1,200 ha quattro cifre significative (1, 2, 0 e 0) se consentite dalla sensibilità dello strumento di misura.
  - 0,0980 ha tre cifre significative (9, 8 e l'ultimo zero) se rientrano nella sensibilità dello strumento di misura.
  - 120,000 è composto da sei cifre significative (1, 2 e 4 zeri successivi), ad eccezione dell'ultimo zero se la sensibilità dello strumento di misura è 0,01.
- Gli zeri finali in un numero intero possono essere o non essere significativi, a seconda della sensibilità dello strumento di misura.
  - 45.600 ha 3, 4 o 5 cifre significative a seconda di come vengono utilizzati gli ultimi zeri. Ad esempio, se la lunghezza di una strada è riportata come 45600 m senza informazioni sulla sensibilità dello strumento di misura utilizzato, non è chiaro se la lunghezza della strada è misurata con precisione come 45600 m o se si tratta di una stima approssimativa. Se è la stima approssimativa, solo le prime tre cifre diverse da zero sono significative poiché gli zeri finali non sono né affidabili né necessari; 45600 m può essere espresso come 45,6 km o come 4,56 × 10 4  m in notazione scientifica e nessuna delle due espressioni richiede gli zeri finali.
- Un numero esatto ha un numero infinito di cifre significative.
  - Se il numero di mele in un sacchetto è 4 (numero esatto), allora questo numero è 4.0000... (con zeri finali infiniti a destra del punto decimale). Di conseguenza, 4 non influisce sul numero di cifre o cifre significative nel risultato dei calcoli con esso.
- Una costante matematica o fisica ha tante cifre significative quante sono le cifre conosciute.
  - π , come rapporto tra la circonferenza e il diametro di un cerchio, è 3,14159265358979323... noto a 62 trilioni di cifre (Agosto 2021), e l'approssimazione 'π' calcolata ha altrettante cifre significative, mentre nelle applicazioni pratiche se ne usano molti meno (e π stesso ha infinite cifre significative, come fanno tutti i numeri irrazionali). Spesso si usa 3.14 nei calcoli numerici, cioè 3 cifre significative, con 7 cifre binarie corrette (mentre si usa anche il più preciso 22/7, anche se equivale anche solo alle stesse 3 cifre significative corrette, ha 10 cifre binarie corrette), che è un'approssimazione abbastanza buona per molti usi pratici. La maggior parte delle calcolatrici e dei programmi per computer può gestire 3,141592653589793, 16 cifre significative, che è comunemente usato nei computer e utilizzato dalla NASA per " calcoli con la massima precisione di JPL, per la navigazione interplanetaria". Per "la dimensione più grande che esista, l'universo visibile, [...] sarebbero necessarie solo 39 o 40 cifre decimali".
  - La costante di Planck vale {\displaystyle h=6.62607015\times 10^{-34}\mathrm {J} \cdot \mathrm {s} }. Avendo per definizione un valore esatto, essa è definita più correttamente come {\displaystyle h=6.62607015(0)\times 10^{-34}\mathrm {J} \cdot \mathrm {s} }.[1]

### Dal valore alla sua espressione numerica
Dato un valore K con un errore dK (normalmente indicato con K ± dK), si scriverà dK con una o due cifre significative e K  avrà come cifra meno significativa l'omologa in dK. Se, per esempio, ci trovassimo a dover scrivere una quantità che abbiamo calcolato o stimato in 14,2856 ± 0,362 potremmo scriverla come 14,3 ± 0,4 o 14,29 ± 0,36.
Se invece vogliamo indicare il solo valore, senza l'errore, la sua cifra meno significativa sarà quella immediatamente superiore alla cifra più significativa dell'errore non indicato. Nel caso in esempio, scriveremmo 14.
Si noti come la cifra meno significativa non rimane tale e quale, ma viene arrotondata.

### La notazione scientifica
La notazione scientifica consente di eseguire in maniera immediata il numero di cifre significative.

Ad esempio:
- Con {\displaystyle 5,13\,\!}, indicheremo un valore compreso tra 5,125 e 5,1349999...
- Con {\displaystyle 3,12\times 10}, indicheremo un valore compreso tra  31,15 e 31,249999...
- Con {\displaystyle 1,060\times 10^{2}}, indicheremo un valore compreso tra 105,95 e 106,049999...
- Con {\displaystyle 5,7\times 10^{-4}}, indicheremo un valore compreso tra 0,000565 e 0,0005749999...

## Un esempio pratico
Se in una scala millimetrata riusciamo a vedere che l'oggetto da misurare arriva tra 6 e 7 millimetri e si trova approssimativamente a 1/3 tra le due tacche, possiamo (in prima approssimazione) assegnare alla misura il valore di 6 (essendo quello più vicino alla misura effettiva). In questo caso, abbiamo "una" cifra significativa e, con essa, intendiamo comunicare che il valore si trova tra 5.5 e 6.5.

In questo modo, però, abbiamo una perdita di precisione, rispetto a quella che siamo effettivamente in grado di stimare.

Se siamo effettivamente in grado di apprezzare la posizione intermedia tra le tacche, possiamo indicare "due" cifre significative; in questo caso, due misure accettabili possono essere 6,3 mm o 6,4 mm, ma non 6,33333333333 mm.